# Ганна Фрай
Ганна Фрай (англ. Hannah Fry, нар. 21 лютого 1984, Гарлоу, Ессекс, Велика Британія) — британська вчена-математик, письменниця, радіо- та телеведуча, популяризаторка науки. Працює професоркою в Центрі передового просторового аналізу Університетського коледжу Лондона. Її основною сферою досліджень є вивчення поведінки людей та взаємодії один з одним, наприклад як працюють дружба чи романтичні стосунки з точки зору математичної статистики та теорії графів.
Ганна Фрай була ведучою у численних телепередачах на каналах "BBC Four" та "BBC Two", зокрема в передачі «The Secret Genius Of Modern Life». Вона є почесною членкинею Королівської інженерної академії
В січні 2024 року її призначили Президенткою Інституту математики та її застосування, одного з двох професійних об'єднань математиків у Великій Британії.

## Рання біографія
Ганна, середня з трьох дочок, народилася в місті Гарлоу, що є передмістям Лондона, 21 лютого 1984 року. Її батько був робітником на фабриці а мати, родом з Ірландії, була домогосподаркою. Одного літа, коли їй було 11, її матір казала їй щодня протягом літніх канікул вирішувати одну сторінку задач з підручника математики. що дозволило їй вирватись вперед перед всіма однокласниками в наступному навчальному році. Вони ходила до школи Пресдейлс в місті Вейр в Гартфордширі, де вчитель зацікавив її вивчати математику. Пізніше вона закінчила Університетський коледж Лондона. В 2011 році вона подала дисертацію на тему «Вивчення деформації крапель», пов'язану із рівнянням Нав'є—Стокса, і отримала докторську ступінь від кафедри математики Університетського коледжа Лондона.

## Професійна кар'єра

### Академічна кар'єра
В 2012 році Ганну Фрай найняли лекторкою до Центру передового просторового аналізу Університетського коледжа Лондона. Після декількох років на посаді старшої лекторки, а потім доценки, вона в 2021 році була призначена професоркою на Кафедрі математики міст.

### TED та YouTube
Протягом цілого року Ганна Фрай вирішила пробувати себе в усьому, наприклад вона зробила гумористичний стендап, доповідь на конференції TED, а також працювала на телебаченні. 30 березня 2014 року Фрай виступила із доповідю на "TEDxBinghamtonUniversity" під назвою «Математика кохання» (англ. "The Mathematics of Love"), яка на грудень 2023 була переглянута 5.74 мільйона разів. Перша її книга «Математика кохання: закономірності, докази та пошук універсального рівняння» (англ. "The Mathematics of Love: Patterns, Proofs, and the Search for the Ultimate Equation"), в якій вона розглядає романтичні і сексуальні стосунки та подружнє життя за допомогою статистичних моделей й інших наукових методів, вийшла 2015 року.
Ганна Фрай часто з'являється у відео на YouTube, зокрема на математичному каналі «Numberphile», засновником якого є Брейді Харан, а також на каналі «Stand-up Maths» свого друга Метта Паркера. Крім того вона з'являється в подкасті «The Numberphile Podcast».

### Телебачення та радіо
Ганна Фрай регулярно з'являється на радіостанції BBC Radio 4, наприклад в передачі «Computing Britain» («Комп'ютерна Британія»), 12 випусків якої вийшли в 2015 році, або в передачі «The Curious Cases of Rutherford & Fry» («Цікаві випадки з Разерфордом та Фрай»), 21 випуск якої вийшов в ефір в 2023 році.
Фрай часто з'являється і на телебаченні. 2015 року на каналі "BBC Four" вийшоф біографічний документальний фільм про англійську жінку-математика Аду Лавлейс, в якому Ганна Фрай була ведучою. В 2016 році, на тому ж каналі, разом із Пітером Сноу була ведучою «Trainspotting Live», трисерійної передачі про потяги та залізницю. На телеканалі "BBC Two" Фрай у телепередачі «City in the Sky» («Місто на небі») вивчала логістику авіації. Вона також вела «The Joy of Data» («Задоаолення від даних») на "BBC Four", яка вивчала історію даних та їх вплив на людей. Також, в 2016 році вона була співведучою одного з епізодів передачі «Horizon» («Горизонт») з Крісом ван Таллекеном на каналі "BBC Two", цей епізод називався «How to Find Love Online» («Як знайти кохання в інтернеті»). В 2017 році вона була ведучою в епізоді «10 Things You Need to Know About the Future» («10 речей, які вам треба знати про майбутнє») тієї ж передачі.
В 2018 році вона була ведучою передачі «Contagion! The BBC Four Pandemic» («Зараза! Пандемія від BBC Four») про гіпотетичний вплив пандемії грипу, в якій вона сказала: "... ми збираємось зробити симуляцію сплеску смертельної зарази у Великій Британії ... якщо нам вдасця, це збереже багато життів коли, не якщо, настане справжня пандемія". Для цієї програми місцем симуляції сплеску хвороби було вибране містечко Хейслмір в графстві Суррей, і за збігом, саме в ньому в лютому 2020 року був зареєстрований перший випадок COVID-19 у Великій Британії.
Того ж року вона була ведучою в двосерійній передачі «Size Matters» («Розмір має значення») на "BBC Four", та в трисерійній передачі «Magic Numbers» («Магічні числа») на тому ж каналі, яка досліджувала математичні концепції. Вона взяла участь у 90-хвилинному епізоді «Tomorrow's World» («Світ завтрашнього дня») разом із чотирьма постійними ведучими передачі.
В 2019 році Фрай була ведучою програми «A Day in the Life of Earth» («Один день в житті Землі»), в якій вивчалося як Земля змінюється протягом одного дня і як ці щоденні зміни є ключовими для існування людства. Вона була співведучою одного з епізодів передачі «Horizon» під назвою «The Honest Supermarket» («Чесний супермаркет»), в якому розкривались такі теми, як термін придатності і його вплив на харчові відходи, мікропластик в харчах та вплив споживання харчових продуктів на довкілля. Вона цього року також виступила на Щорічних різдвяних лекціях Королівського інституту із серією лекцій під назвою «Secrets and lies» («Секрети і брехня») про приховані числа, правила та закономірності, які контролють щоденне життя людей. Ці три лекції транслювались на "BBC Four".
В 2020 році Ганна Фрай була співведучою в передачах «The Great British Intelligence Test» («Великий британський тест на інтелект») та «Coronavirus Special – Part 2» («Спеціальний випуск про коронавірус  – частина 2») разом із Майклом Мозлі на "BBC Two". Вона була ведучою і в інших телепередачах на BBC, в яких пояснювалася математика COVID-19 та інших пандемій. В тому ж році вона почала вести подкаст створений компанією з розробки штучного інтелекту Google DeepMind. В 2021 році вона дала інтерв'ю як гість в передачі «The Life Scientific» на радіостанції "BBC Radio 4".
В 2022 році вона двічі (15 квітня та 28 жовтня) брала участь в шоу «Have I Got News for You» («Чи є в мене для тебе новини») на каналі BBC One в ролі запрошеної експертки, а 24 листопада 2023 року виступила в ролі ведучої. В тому ж році вона була ведучою документального фільму «Unvaccinated» («Невакциновані») на каналі "BBC Two", в якому досліджувалось чому частина британців залишилась невакцинованою від COVID-19. Цей документальний фільм, однак, критикували за зверхність до противників вакцинації і зображення їх цілковитими ідіотами.
Починаючи з 10 листопада 2022 року Ганна Фрай є ведучою телепередачі «The Secret Genius Of Modern Life» («Прихована геніальність сучасного життя») на телеканалі "BBC Two". В ній розповідається про сучасні технології, які є частиною повсякденного життя, наприклад як з'явилися, як працюють і як виготовляються банківські картки, як працюють додатки для замовлення доставки їжі, тощо. Спочатку було відзнято і показано шість епізодів цієї програми, але в листопаді 2023 року BBC вирішила зробити ще один сезон програми на ще шість епізодів. В другому сезоні, зокрема, є епізод в якому розповідається про те як виготовляється британський паспорт, з описом його ступенів захисту. Ганна Фрай в цьому епізоді показувала це все на паспорті спеціально виготовленому для неї, в якому можна розгледіти її місце та дату народження.
В березні 2023 року вона вела «The Future With Hannah Fry» («Майбутнє з Ганною Фрай») на "Bloomberg Originals". У вересні 2023 року радіостанція "BBC Radio Four" почала випускати в ефір передачу «Uncharted with Hannah Fry» («Недосліджені землі з Ганною Фрай»), що є серією 15-хвилинних документальних випусків про графи.

## Нагороди
В 2013 році Ганна Фрай здобула Проректорську премію Університетського коледжа Лондона «Популяризатор науки року» (англ. Provost's Public Engager of the Year). Цією нагородою відзначаються студенти та працівники Університетського коледжу Лондона за їхні зусилля з того, щоб зробити університет відкритішим. Ганну Фрай номінували на цю нагороду через її широке портфоліо діяльності із взаємодії з громадськостю.
В 2018 році Інститут математики та її застосування Лондонського математичного товариства оголосив що Ганна Фрай виграла тогорічну Медаль імені Крістофера Зімана за "її внесок в розуміння широкими масами математичної науки".
В 2020 році Фрай отримала Премію імені Айзека Азімова за свою книжку «Hello World». Це літературно-наукова премія, яку видає італійський Національний інститут ядерної фізики та Науковий інститут Гран-Сассо. Того ж року вона також отримала почесне членство в Королівській інженерній академії, на 150-ту річницю заснування цієї академії.

## Особисте життя
В 2014 році Ганна Фрай зустрілась на побаченні "всліпу" із чоловіком на ім'я Філ, спортивним журналістом та домогосподарем, із яким пізніше одружилась. У них дві дочки. Наразі вони жувуть окремо (Ганна прокоментувала це так: «ми разом займаємось вихованням дітей, він живе дуже близько до мене, ми дуже добрі друзі»). Наразі вона живе в південній частині Лондона.
В січні 2021 року їй діагностували рак шийки матки, і через місяць лікарі змушені були зробити їй гістеректомію. Телеканал BBC Two дав їй завдання написати сценарій та виступити ведучою документального фільму «Horizon» про її лікування та довгострокові наслідки від нього (в її випадку, включаючи лімфостаз). В цьому фільмі вона досліджує статистику пов'язану із медичними обстеженнями та ухваленням рішень пацієнтами та лікарями. 60-хвилинну телепередачу «Making Sense of Cancer with Hannah Fry» вперше показали в ефірі 2 червня 2022 року. Ганна Фрай пройшла через реконструктивну хірургію та лімфатиковенулярний анастомоз. Про лікування лімфедеми вона сказала: «Хоч ми тоді ще не знали, ми пішли дуже ризикованим шляхом який, як пізніше з'ясувалось, був непотрібним... Це не про шкодування. Я просто відчуваю що розрахунки були зроблені без того, щоб я могла додасти в них те, що мені дійсно важливо».

### Книжки
- "The Mathematics of Love" [«Математика кохання»] (2015), ISBN 978-1471141805
- "The Indisputable Existence of Santa Claus" [«Безперечне існування Санта-Клауса»] (2017), ISBN 978-1784162740
- "Hello World: How to be Human in the Age of the Machine" [«Привіт, світе: як бути людиною в еру машин»] (2019), ISBN 978-1784163068
- "Rutherford and Fry's Complete Guide to Absolutely Everything (Abridged)" [«Вичерпний путівник Разерфорда і Фрай по абсолютно всьому (скорочений)»] (2022), ISBN 978-0552176712

### Статті
- What statistics can and can't tell us about ourselves [Що статистика може і не може сказати нам про нас]. The New Yorker. 9 вересня 2019.[7]
- Maps without places: the transformative power of turning numbers into pictures [Мапи без місць: трансформативна сила перетворення чисел в картинки]. A Critic at Large. The New Yorker. Т. 97, № 17. 21 червня 2021. с. 64—67. (альтернативна назва: "When graphs are a matter of life and death" [«Коли графи є питанням життя чи смерті»])